# Subcepcja
Subcepcja (ang. subception) – zjawisko polegające na odbieraniu bodźców ze świata zewnętrznego, jednak eksponowanych zbyt krótko lub zbyt słabych, aby mogły zostać świadomie zarejestrowane. Subcepcja, zwana także „postrzeganiem nieświadomym”, ma wpływ na nasze zachowanie, chociaż nie zdajemy sobie z tego sprawy. W związku z tym bywa wykorzystywana jako metoda psychomanipulacji, np. w reklamie.
Pojęcia używał Carl Rogers za McClarym i Lazarusem. W jego ujęciu subcepcja to sposób, w jaki nieuświadomione treści wpływają na zachowanie jednostki. Ten wpływ można ograniczyć przez właściwą symbolizację doświadczenia płynącego z organizmu i włączanie go w obręb pola świadomości.